# Howard Charles
Howard Charles, född 6 september 1983 i London, är en brittisk skådespelare.
Conn har bland annat medverkat i TV-serierna Ord mot ord (2020), Alex Rider från 2020 och Kustpärlans mysterier (2021-2022).

## Filmografi (i urval)
- 2020 – Ord mot ord (TV-serie)
- 2020 – Alex Rider (TV-serie)
- 2021–2022 – Kustpärlans mysterier (TV-serie)